# NGC 6639
NGC 6639 ist ein offener Sternhaufen im Sternbild Schild.
Entdeckt wurde das Objekt am 31. Juli 1826 von John Herschel.